# Evodi d'Antioquia
|  | Per a altres significats, vegeu «Evodi». |

Evodi d'Antioquia   (Antioquia de l'Orontes, segle I dC - Antioquia de l'Orontes, 69 dC) o Euodias fou el primer bisbe d'Antioquia a  Síria i un dels anomenats Setanta deixebles. És venerat com a sant a tota la cristiandat.

## Biografia
Se'n tenen molt poques dades. D'origen pagà, es va convertir al cristianisme per la predicació de sant Pere. Membre actiu de la seva comunitat a Antioquia, una de les primeres comunitats cristianes, en va ésser nomenar patriarca l'any 44, succeint el mateix sant Pere quan aquest marxà a Roma. Va morir l'any 69, probablement per causes naturals, però segons altres com a màrtir. Fou succeït per sant Ignasi d'Antioquia.
Venerat com a sant, l'Església catòlica el celebra el 6 de maig, i l'Ortodoxa, el 7 de setembre.